# Саградо
Саградо, Саґрадо (італ. Sagrado) — муніципалітет в Італії, у регіоні Фріулі-Венеція-Джулія, провінція Гориція.
Саградо розташоване на відстані близько 450 км на північ від Рима, 36 км на північний захід від Трієста, 13 км на південний захід від Гориції.
Населення — 2198 осіб (2014).
Щорічний фестиваль відбувається 6 грудня. Покровитель — San Nicolò.

## Демографія
Населення за роками:

Станом на 1 січня 2023 року в муніципалітеті офіційно проживало 111 іноземців з 34 країн, серед них 40 громадян країн Євросоюзу та 7 громадян України.

## Уродженці
- Джузеппе Сабадіні (*1949) — відомий у минулому італійський футболіст, захисник, згодом — футбольний тренер.

## Сусідні муніципалітети
- Добердо-дель-Лаго
- Фарра-д'Ізонцо
- Фольяно-Редіпулья
- Градіска-д'Ізонцо
- Савонья-д'Ізонцо